# فدراسیون کشتی ارمنستان
فدراسیون کشتی جمهوری ارمنستان (ارمنی: Հայաստանի ըմբշամարտի ֆեդերացիա) که با نام فدراسیون کشتی ارمنستان نیز شناخته می‌شود، نهاد تنظیم‌کننده ورزش  کشتی در ارمنستان می‌باشد که توسط کمیته المپیک ارمنستان اداره می‌شود و مقر آن در شهر ایروان واقع شده است.

## تاریخچه
این فدراسیون در سال میلادی تأسیس شد و ریاست فعلی آن را هراچیا روستومیان برعهده دارد. این فدراسیون عضو کامل اتحادیه جهانی کشتی و European Council of Associated Wrestling می‌باشد.
کشتی‌گیران ارمنستانی در مسابقات قهرمانی در سطوح مختلف اروپایی و بین‌المللی از جمله در قهرمانی کشتی جهان، مسابقات قهرمانی کشتی اروپا و بازی‌های المپیک تابستانی شرکت می‌کنند. کشتی‌گیران ارمنستانی با شرکت در رقابت‌های کشتی در بازی‌های المپیک تابستانی مدال‌های متعددی کسب کرده‌اند.
فدراسیون کشتی ارمنستان بر کشتی آزاد، کشتی فرنگی، کشتی زنان، کشتی ساحلی و گراپلینگ در ارمنستان نظارت دارد.
بودجه دولتی برای این فدراسیون در سال ۲۰۱۸ افزایش یافت. دولت ارمنستان این افزایش را به منظور کمک به کشتی‌گیران ارمنستانی برای شرکت موفق در مسابقات بین‌المللی و کسب رتبه پیش از بازی‌های المپیک ۲۰۲۰ تصویب کرد.
در فوریه ۲۰۲۱، فدراسیون کشتی ارمنستان تفاهم‌نامه همکاری با فدراسیون گراپلینگ ارمنستان امضا کرد.